# Eva Valiño
Eva Valiño (Barcelona, 29 de juliol de 1969) és una sonidista i cineasta espanyola, que en 2004 va guanyar el Premio Goya al millor so per la pel·lícula Te doy mis ojos, de la directora de cinema espanyola, Icíar Bollaín, i que és considerada com una de les primeres dones tècniques de so d'Espanya.

## Trajectòria
Valiño es va graduar de Llicenciada en Ciències de la Informació i d'Arts Escèniques a l'Institut Superior d'Arts Escèniques i Aplicades de Barcelona (ISAEA), i durant quatre anys es va exercir com creativa publicitària en Costa Rica. Va cursar estudis musicals en Nova Orleans, al costat del professor Thomas Montgomery. Després, va estudiar a l'Escola Internacional de Cinema i Televisió de San Antonio de los Baños, a Cuba, on es va especialitzar en So. Finalment, va iniciar la seva marxa al cinema, fent treballs de so directe.
Valiño ha treballat amb directors de cinema espanyols, com: Jaime Rosales, Manuel Martín Cuenca, Icíar Bollaín, Pere Vilà, José María de Orbe, Mariano Barroso, Roger Gual, russos, com Viktor Kossakovski, argentins, com Julio D. Wallovits; entre d'altres.
També es dedica a la recerca i a la docència en la Universitat Autònoma de Barcelona, la Universidad Ramón Llull (Blanquerna) o la Escola Superior de Cinema i Audiovisuals de Catalunya, on imparteix càtedra sobre expressió sonora i anàlisi de bandes sonores al cinema. A més, participa com a ponent en esdeveniments relacionats amb el so cinematogràfic.
Va crear El bosque acústico, un projecte format per un conjunt d'enregistraments en directe realitzades en espais públics abandonats.
La trajectòria professional de Valiño ha estat reconeguda amb diferents premis de la indústria del cinema, i és considerada com una de les primeres dones sonidistas d'Espanya.

## Premis i reconeixements
En el 2003, va rebre el Premi al millor so, del 11è Certamen Nacional de Curtmetratges del Festival de Cinema de Medina del Campo (Medina Film Festival), pel curt En camas separadas, del director espanyol, Javier Rebollo; que constava d'un trofeu i 200 euros. Aquest festival que forma part de les activitats de la Setmana de Cinema de Medina del Campo, se celebra en Valladolid des de 1988 i consta d'un certamen nacional i internacional de curtmetratges i un altre dedicat a videoclips.
El 2004 va guanyar el Goya al millor so, per la pel·lícula Te doy mis ojos, de la directora espanyola Icíar Bollaín, que atorga la Acadèmia de les Arts i les Ciències Cinematogràfiques d'Espanya, des de l'any 1987 a les millors produccions cinematogràfiques estrenades l'any anterior. Aquest mateix any, també va ser guardonada amb el Premi de l'Escola Superior d'Imatge i So (CES) al millor so, pel curtmetratge de ficció Adiós, del director Ignacio Gutiérrez Solana, que s'atorga al Festival de Cinema d'Alcalá de Henares (ALCINE).
També va ser nominada a la categoria millor so dels Premis Goya, per les pel·lícules: Caníbal, de Manuel Martín Cuenca el 2014, i Yuli, d'Icíar Bollaín el 2019; i als Premis Gaudí de 2018, per la pel·lícula Estiu 1993, de la directora Carla Simón, que s'atorga a les millors produccions cinematogràfiques catalanes de l'any, per la Acadèmia del Cinema Català.